# Woodbury (Tennessee)
Woodbury è un comune degli Stati Uniti d'America, situato nello Stato del Tennessee, nella Contea di Cannon, della quale è il capoluogo.